# Maharanga microstoma
Maharanga microstoma är en strävbladig växtart som först beskrevs av Ivan Murray Johnston, och fick sitt nu gällande namn av Ivan Murray Johnston. Maharanga microstoma ingår i släktet Maharanga och familjen strävbladiga växter. Inga underarter finns listade i Catalogue of Life.